# Kanton La Ciotat
Der Kanton La Ciotat ist seit 1790 ein französischer Wahlkreis im Département Bouches-du-Rhône in der Region Provence-Alpes-Côte d’Azur. Er umfasst sieben Gemeinden. Im Rahmen der landesweiten Neuordnung der französischen Kantone wurde er im Frühjahr 2015 erheblich erweitert.

## Gemeinden
Der Kanton besteht aus sieben Gemeinden mit insgesamt 74.435 Einwohnern (Stand: 1. Januar 2022) auf einer Gesamtfläche von 187,10 km²:
| Gemeinde             | Einwohner 1. Januar 2022 | Fläche km² | Dichte Einw./km² | Code INSEE | Postleitzahl |
| -------------------- | ------------------------ | ---------- | ---------------- | ---------- | ------------ |
| Carnoux-en-Provence  | 6.872                    | 3,45       | 1.992            | 13119      | 13470        |
| Cassis               | 6.706                    | 26,87      | 250              | 13022      | 13260        |
| Ceyreste             | 4.847                    | 22,61      | 214              | 13023      | 13600        |
| Cuges-les-Pins       | 5.949                    | 38,81      | 153              | 13030      | 13780        |
| Gémenos              | 6.678                    | 32,75      | 204              | 13042      | 13420        |
| La Ciotat            | 37.599                   | 31,46      | 1.195            | 13028      | 13600        |
| Roquefort-la-Bédoule | 5.784                    | 31,15      | 186              | 13085      | 13830        |
| Kanton La Ciotat     | 74.435                   | 187,10     | 398              | 1308       | –            |

Bis zur landesweiten Neuordnung der französischen Kantone im März 2015 gehörten zum Kanton La Ciotat die 2 Gemeinden Ceyreste und La Ciotat. Sein Zuschnitt entsprach einer Fläche von 54,07 km2. Er behielt während der Neuordnung seinen INSEE-Code 1308 unverändert bei.

## Politik
| Vertreter im Departementrat | Vertreter im Departementrat | Vertreter im Departementrat |
| Amtszeit                    | Namen                       | Partei                      |
| --------------------------- | --------------------------- | --------------------------- |
| 2015–                       | Patrick Boré Danielle Milon | UD                          |